# Cyklopropenon
Cyklopropenon je organická sloučenina se vzorcem C3H2O, složená z cyklopropenového jádra s navázanou ketonovou skupinou. Jedná se o bezbarvou těkavou kapalinu, vroucí mírně nad pokojovou teplotou. Za běžných teplot se polymerizuje. Chemické vlastnosti této sloučeniny jsou určovány silnou polarizací karbonylové skupiny, která získává částečný kladný náboj na uhlíku a záporný na kyslíku, a aromatickou stabilizací.